# サルマーン・ビン・イブラーヒーム・アール＝ハリーファ
シャイフ・サルマーン・ビン・イブラーヒーム・アール＝ハリーファ（アラビア語: سلمان بن ابراهيم آل خليفة 、英語: Salman bin Ibrahim Al Khalifa、1965年11月2日 - ）はアジアサッカー連盟（AFC）の第10代会長。バーレーンの王室であるハリーファ家の一員で、AFC会長就任前はバーレーンサッカー協会（BFA）の会長（2002–13） 並びにAFC懲戒委員会の委員長および国際サッカー連盟 (FIFA) 懲戒委員会の副委員長も務めた。彼はFIFA評議会のメンバーであり、FIFA開発委員会の委員長を務める。
1942年から1961年に亡くなるまでバーレーンの君主であったサルマーン・ビン・ハマド・アール・ハリーファの孫（娘の子）。

## 来歴
アル・リファーSCのユースチームでプレーしていた経歴を持つ。1992年にバーレーン大学を卒業し、英文学と歴史の学士号を取得。
学術研究に専念するためにアル・リファーを離れて以降、BFAで幹部職を歴任。1996年には代表チームの会長に就任。 1998年にBFAの副会長に選出され、2002年に会長に選出された。在任中にはFIFAワールドカップ、FIFAビーチトーナメント、FIFAクラブチャンピオンシップなどの懲戒委員会の共同議長も兼務していた。彼はまた、2008年に北京でFIFA懲戒委員会の副議長を務めた。 
サルマーンがバーレーンサッカー協会の会長を務める間、代表チームは2006 FIFAワールドカップと2010 FIFAワールドカップの本大会出場は逃すものの、 2004年のアジアカップでは準決勝まで進出し、代表チームにおける大陸選手権での最高成績を挙げた。代表チームのFIFAランキングも、バーレーンサッカー史上最高の44位にランクインするなど、黄金期を迎えた。
2013年5月、サルマーンはアジアサッカー連盟の会長に選出された。2015年10月15日、彼は2016年2月のFIFA臨時総会で選出されるFIFA会長に立候補することを発表したが、UEFA書記長のジャンニ・インファンティーノに敗れた。
2019年4月6日、サルマーンは2期目のAFC会長に無投票で選出された。

## 私生活
3人の子供、2人の娘と1人の息子がいる。